# Heinrich Campendonk
Heinrich Campendonk (Krefeld, 3 novembre 1889 – Amsterdam, 9 maggio 1957) è stato un pittore tedesco.

## Biografia
Il suo percorso formativo seguì le tappe di Krefeld e di Monaco. Il suo maestro fu l'olandese Thorn-Prikker, simbolista mistico seguace dei Nabis e di Maurice Denis.
Nel 1911 intensificò i contatti con il Neue Künstlervereinigung München, movimento artistico monacense, soprattutto con Franz Marc, August Macke e con Wassily Kandinsky. Prese parte anche al gruppo Der Blaue Reiter.
I suoi lavori, caratterizzati dal linguaggio di severe forme geometriche, sono molto influenzati dal futurismo e dall'espressionismo.
Nel 1920 compì un viaggio in Italia, dove rimase favorevolmente colpito dalle opere di Giotto e dai mosaici ravennati. Il gusto artistico di Campendonk comprese anche la passione per la pittura votiva e per l'arte popolare, da cui derivò alcuni temi compositivi e le proporzioni delle figure.
Con l'avvento del regime nazista nel 1933, fu tra i molti esponenti di arte moderna condannati come artisti degenerati, e perciò gli fu proibito di esibire le sue opere. Si trasferì quindi nei Paesi Bassi, dove trascorse il resto della sua vita lavorando alla Rijksakademie van beeldende kunsten in Amsterdam, prima come insegnante di arte decorativa, stampa e arte su vetro, dopo come direttore dell'accademia.
Nel 1956 Campendonk è stato insignito del "Quellinus Prize" dalla città di Amsterdam e nominato cavaliere dell'ordine Ordine del Leone dei Paesi Bassi (De Nederlandse Leeuw).
Tra gli elementi fondamentali della sua pittore, si possono citare le strutture orfico-cubiste di Marc, il colore simbolista ispirato da Gauguin e la rappresentazione di un'umanità semplice e accostabile alla fauna nell'ambito di una mistica della natura.

## Amsterdam

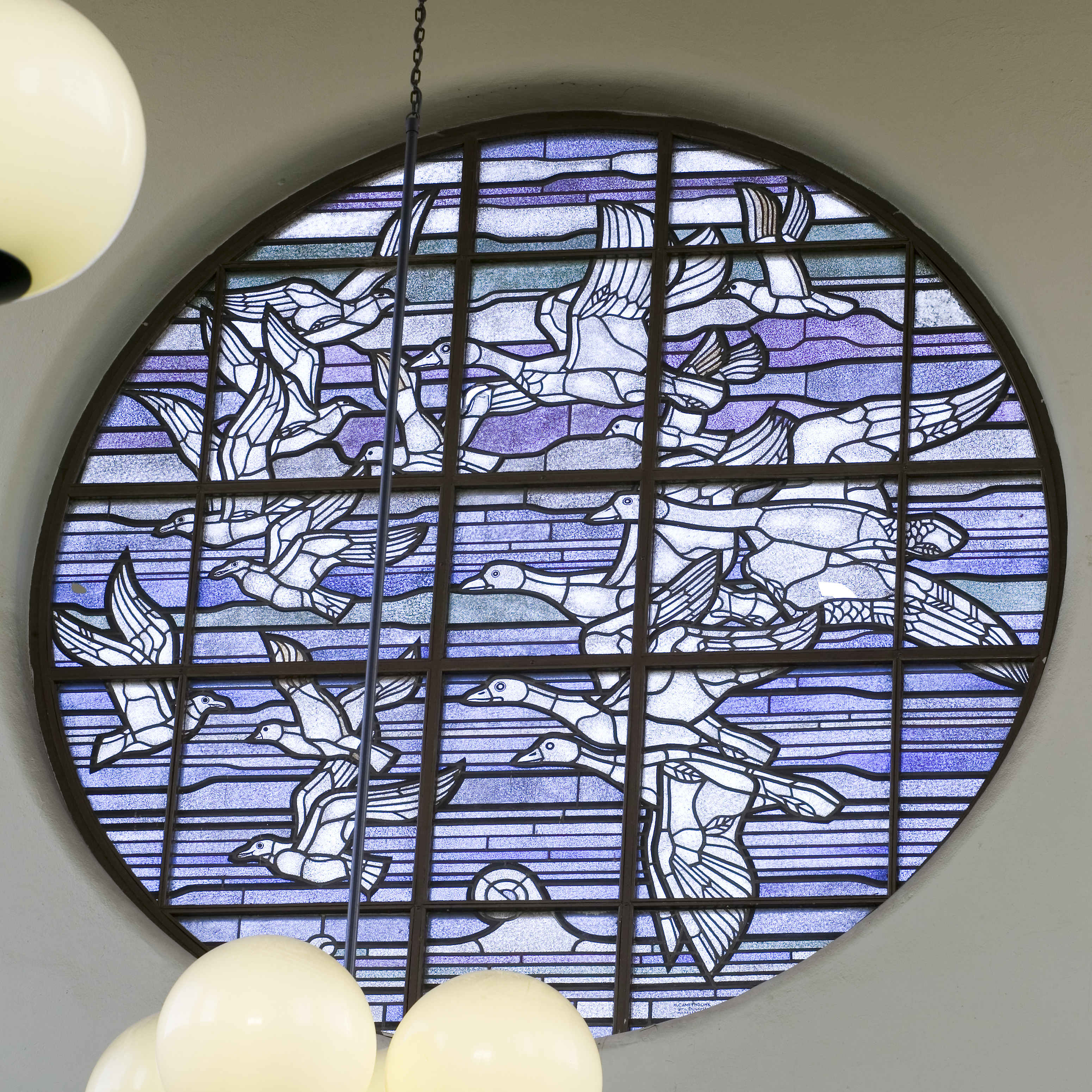
Amsterdam Muiderpoort
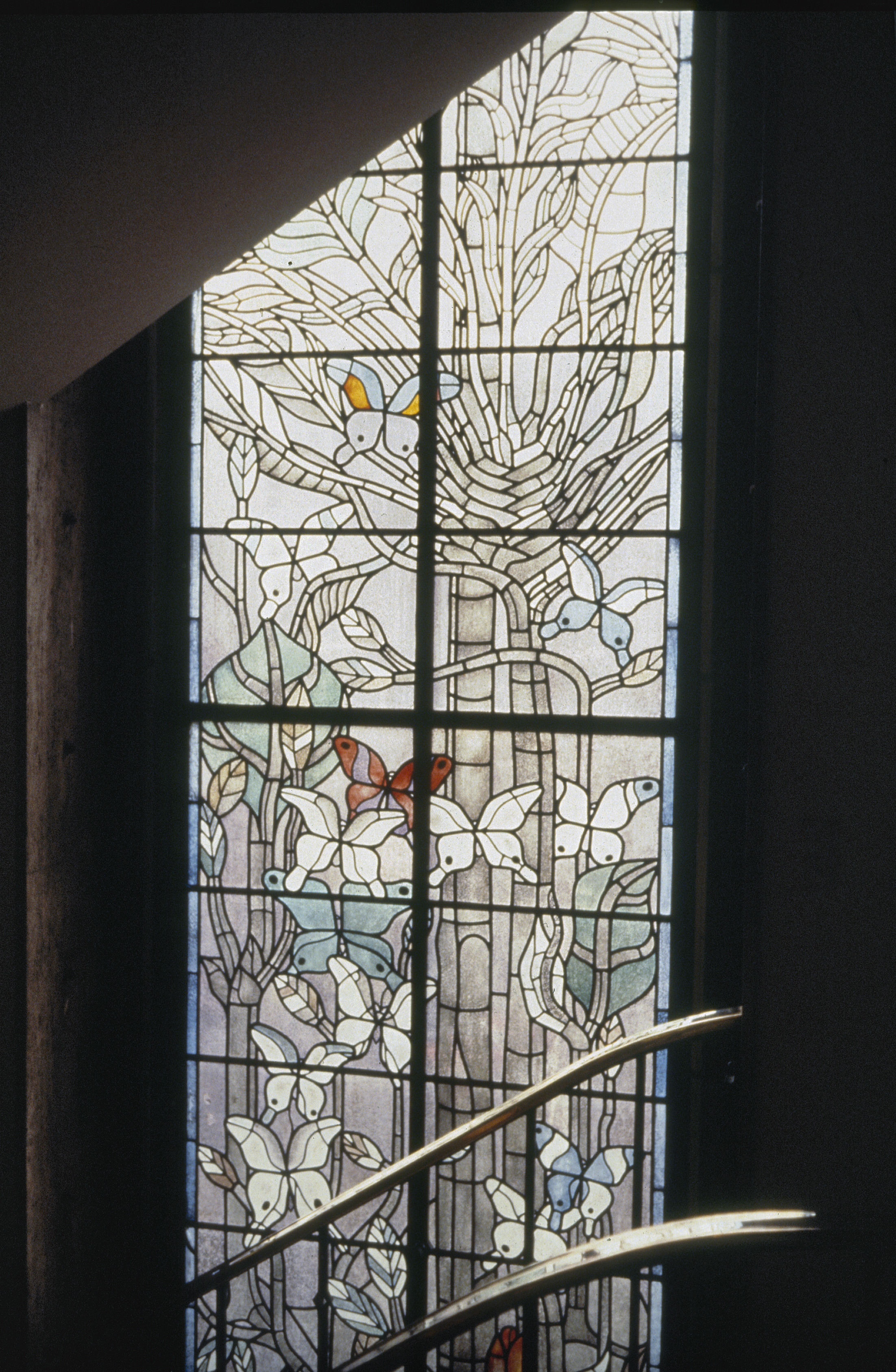
Keizersgracht 369
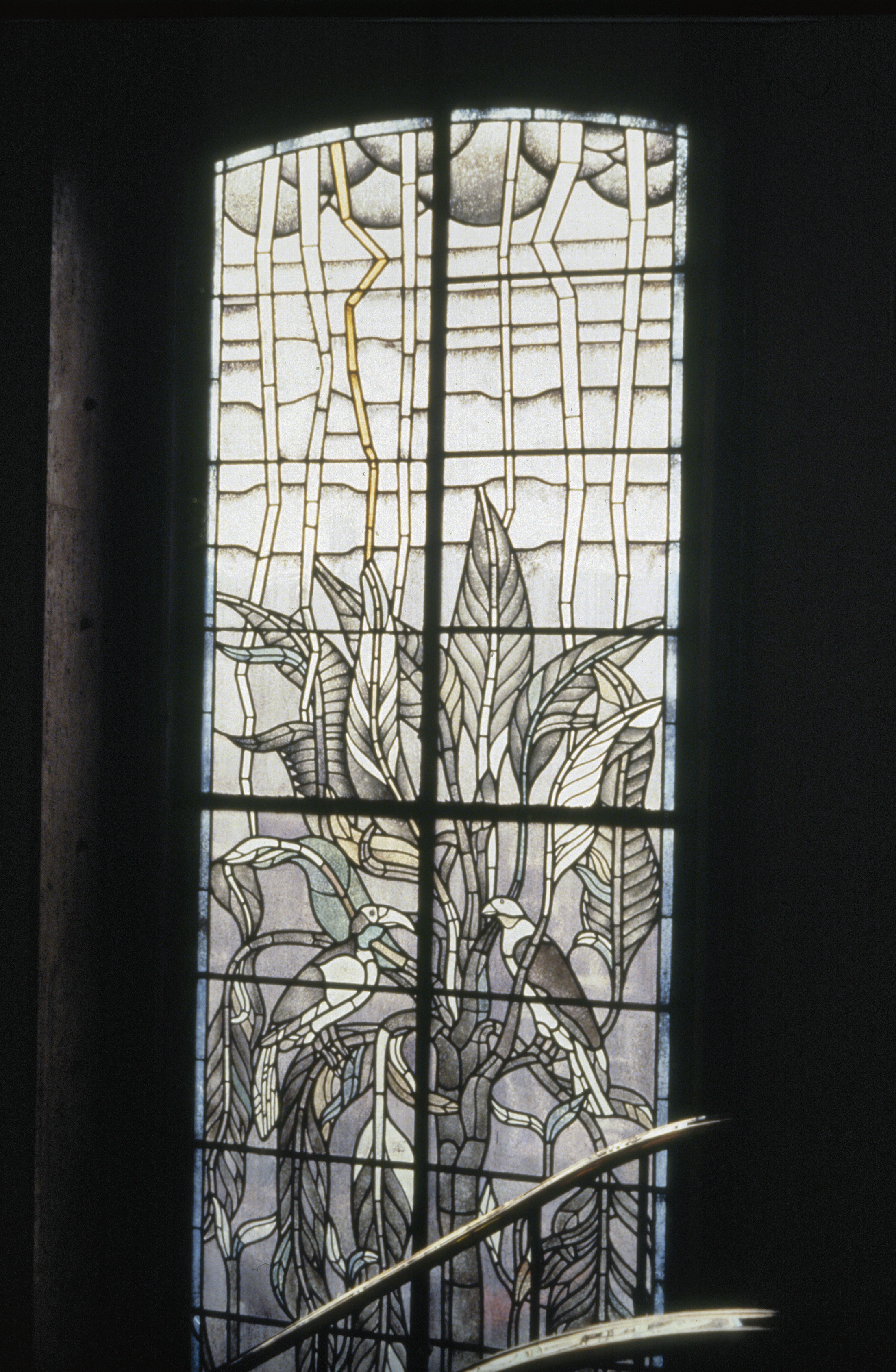
Keizersgracht 369
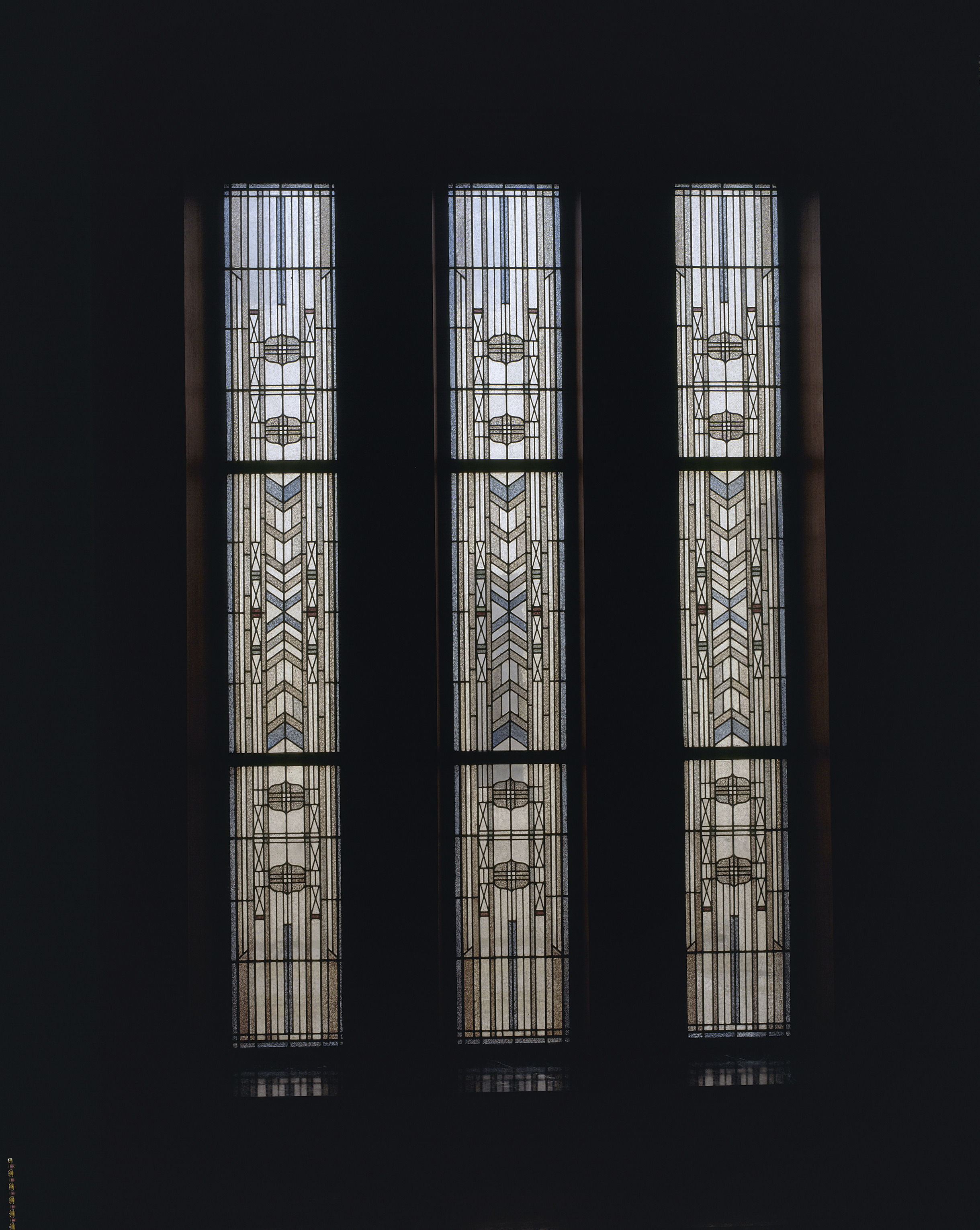
Keizersgracht 662
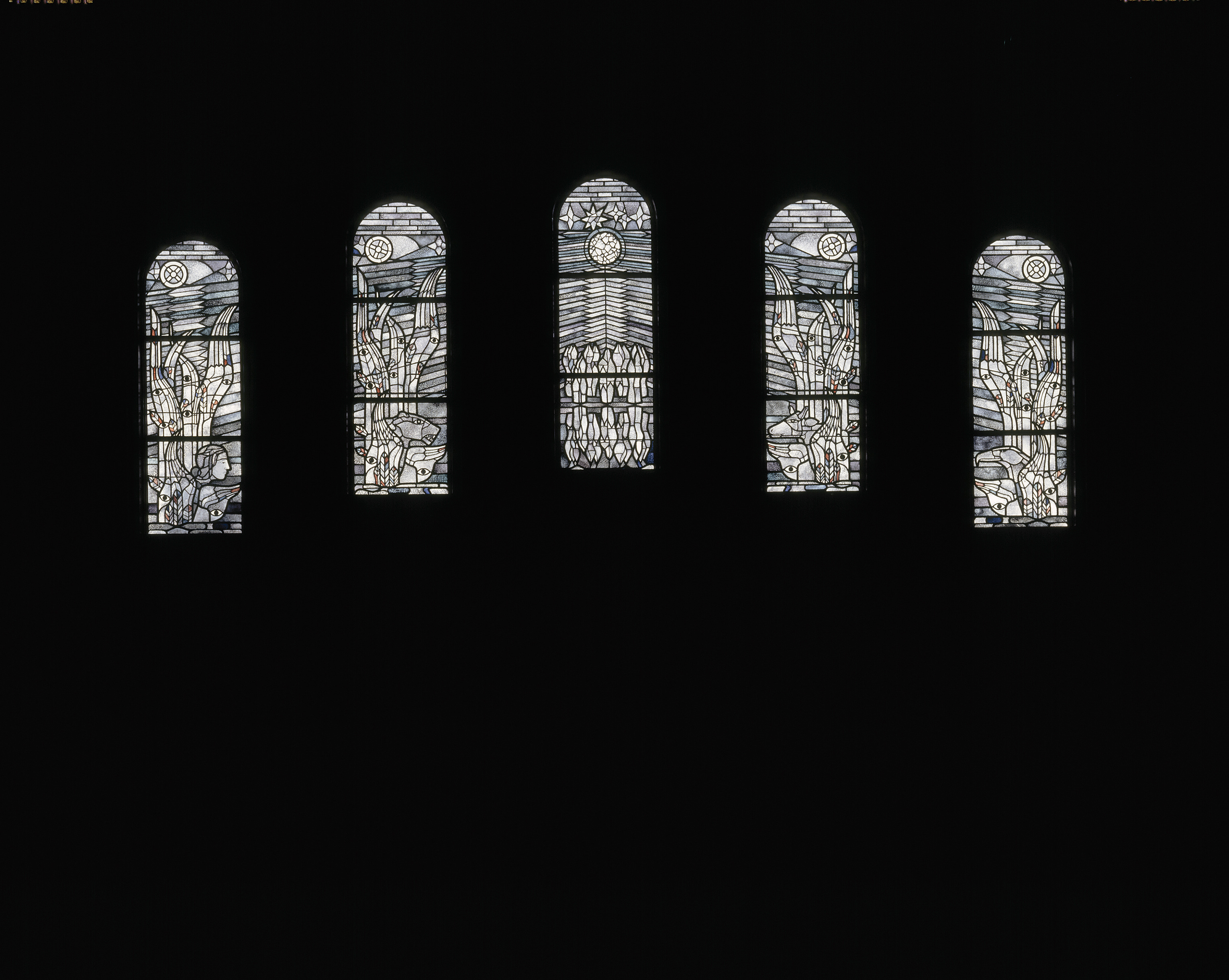
Richard Wagnerstraat 32